# Positano
Positano es una comuna italiana de 3862 habitantes, localizada en la región de Campania, en el sur de Italia, situada a la orilla del golfo de Salerno, a unos 40 km de Nápoles. Es, junto con Ravello y Amalfi, el destino turístico más importante de la Costa Amalfitana (Costiera Amalfitana).
Parte integrante de la antigua República Amalfitana, una de las más pujantes de Italia durante la Alta Edad Media, su activo puerto entró en decadencia como consecuencia de la desaparición de la república debido a las incursiones de Roger II de Sicilia y los pisanos. Durante parte de los siglos XIX y XX, una porción significativa de los habitantes del pueblo emigraron a Estados Unidos para huir de la pobreza.
La suerte del pueblo comenzó a cambiar en los años 1950 gracias al turismo. Un suave clima unido a un bellísimo entorno propició la llegada de turistas adinerados de toda Europa y los Estados Unidos. Uno de los más ilustres visitantes del pueblo, el novelista estadounidense John Steinbeck contribuyó a dar a conocer el atractivo del pueblo con su artículo de mayo de 1953 en el  Harper's Bazaar: "Positano bites deep, it is a dream place that isn’t quite real when you are there and becomes beckoningly real after you have gone". ("Positano te marca. Es un lugar de ensueño que no parece real mientras se está allí, pero que se hace real en la nostalgia cuando te has ido").
Entre los productos de Positano destacan la moda, la cerámica, el limoncello y "albertissimo".
Como parte de la Costa Amalfitana, Positano ha sido declarada Patrimonio de la Humanidad por la Unesco.

## Evolución demográfica
| Gráfica de evolución demográfica de Positano entre 1861 y 2011 |
|                                                                |
| Fuente ISTAT - elaboración gráfica de Wikipedia                |